# Devitrifikace
Devitrifikace je „odskelnění“ sopečného skla, láv nebo pyroklastických hornin. V prvé fázi se objevují mikroskopické embryonální krystalky, tzv. „krystality“. Jsou různého tvaru (vlasovité, tyčinkovité, kulovité atd.) a nejrůznějších názvů; někdy se shlukují v radiálně paprsčité agregáty (sférolity). Jindy se struktura horniny stává perlitickou. Devitrifikací lze dospět k úplné rekrystalizaci skla. S intenzívním odskelněním se setkáváme u paleovulkanitů.